# Zeven Provinciën (1643)

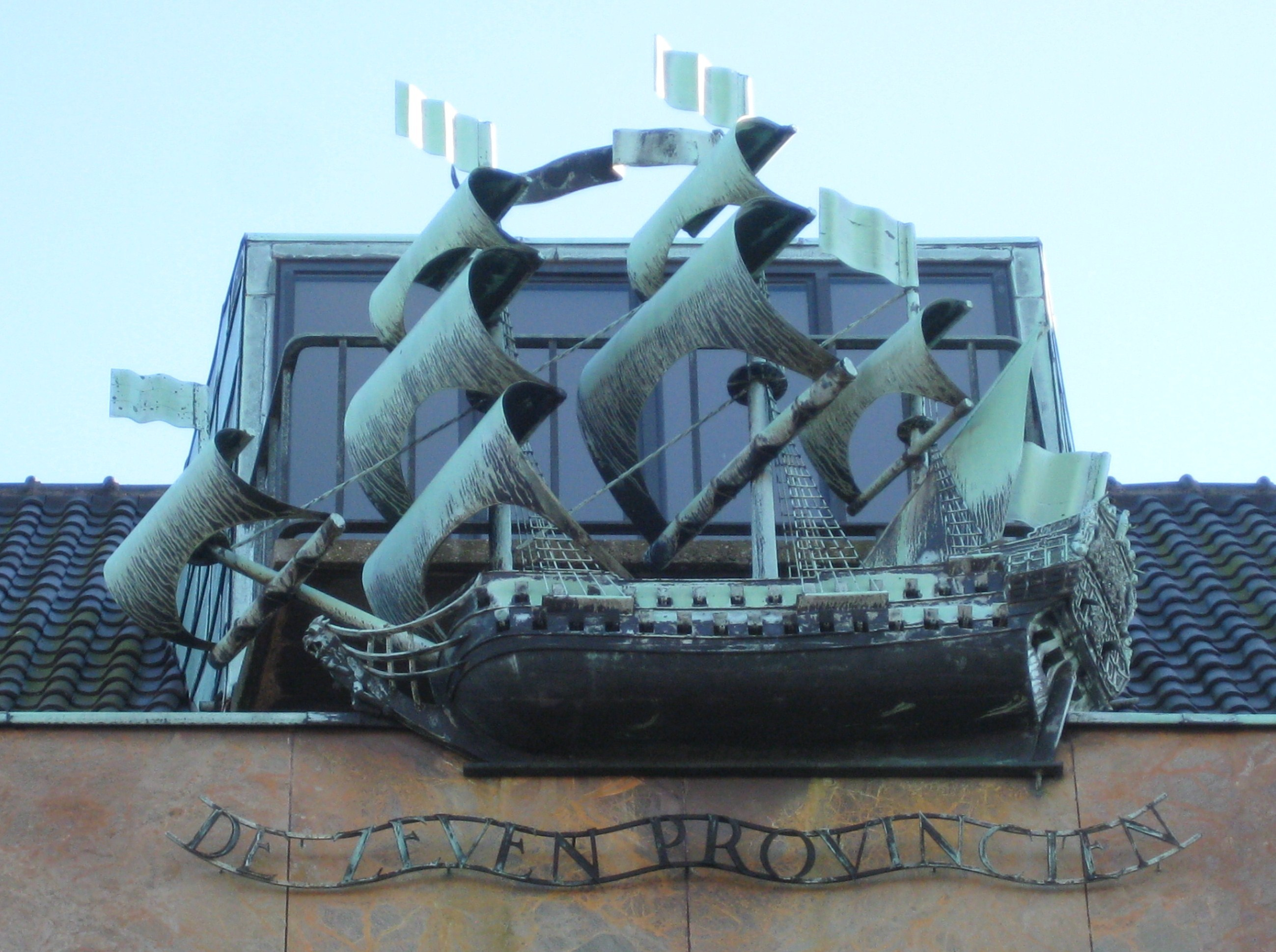
Koperen replica van het schip

De Zeven Provinciën was een linieschip van de Admiraliteit van Amsterdam met 32 tot 48 stukken geschut. Het schip heeft dienstgedaan van 1643 tot 1659.
De afmetingen van het schip waren de volgende: 128 voet lang en 31,5 voet breed, met een holte van 12 voet. Van 1652-1653 voer het schip in de Middellandse Zee onder viceadmiraal Jan van Galen en nam deel aan de slagen bij Elba (7 september 1652) en Livorno (14 maart 1653) tijdens de Eerste Engelse Oorlog. In de periode 1655-1659 voer het schip onder meer naar Portugal en de Oostzee, onder viceadmiraal De Ruyter.